# Animal Collective
Animal Collective là một ban nhạc experimental pop thành lập tại Baltimore, Maryland năm 1999. Ban nhạc gồm các thành viên Avey Tare (David Portner), Panda Bear (Noah Lennox), Deakin (Josh Dibb), và Geologist (Brian Weitz). Những nhạc phẩm được phát hành dưới danh nghĩa Animal Collective có thể chỉ có sự đóng góp từ một vài thành viên; đội hình nhóm không cố định, dù Portner và Lennox có mặt trên tất cả album tính tới nay.
Âm nhạc của Animal Collective khá đa dạng với sự hiện diện của một số thể loại nhạc như freak folk, noise rock, drone, và psychedelia. Nhóm cũng điều hành hãng đĩa Paw Tracks, qua đó họ đã phát hành một số tác phẩm của chính họ và một số nghệ sĩ khác. Năm 2009, ban nhạc phát hành album thành công nhất tới nay, Merriweather Post Pavilion, Uncut gọi nó là "một trong những album cột mốc đến từ nước Mỹ trong thế kỷ này".

## Đĩa nhạc

### Album phòng thu
- Spirit They're Gone, Spirit They've Vanished (2000)
- Danse Manatee (2001)
- Campfire Songs (2003)
- Here Comes the Indian (2003)
- Sung Tongs (2004)
- Feels (2005)
- Strawberry Jam (2007)
- Merriweather Post Pavilion (2009)
- Centipede Hz (2012)
- Painting With (2016)
- Time Skiffs (2022)

### EP
- Prospect Hummer (2005) (với Vashti Bunyan)
- People (2006)
- Water Curses (2008)
- Fall Be Kind (2009)
- Keep + Animal Collective (2011)
- Transverse Temporal Gyrus (2012)
- Monkey Been to Burn Town (2013)

### Live albums
- Hollinndagain (2002)
- Animal Crack Box (2009)
- Live at 9:30 (2015)

### Visual albums
- ODDSAC (2010)